# Pueblo chico, infierno grande (película de 1940)
Pueblo chico, infierno grande es una película argentina en blanco y negro dirigida por Orestes Caviglia sobre guion de Henri Martinent y Eduardo Pappo que se estrenó el 12 de junio de 1940 y que tuvo como protagonistas a Carlos Rosingana, Pedro Tocci, Ada Cornaro y Mario Fortuna.

## Sinopsis
Un hombre regresa al pueblo donde diez años abandonara a su mujer y su hija.

## Reparto
- Arturo Bamio
- Lucía Barause
- Nélida Bilbao
- Ada Cornaro
- Mario Fortuna
- María Goicoechea
- Claudio Martino
- Elsa Marval
- Carlos Rosingana
- Pedro Tocci
- Aline Marney
- Totón Podestá

## Comentarios
Para Manrupe y Portela se trata de un argumento interesante, pero resentido por una realización teatral y Calki comentó en El Mundo:

”La idea de este nuevo film nacional es excelente. La intención honesta y clara….aciertos aislados no alcanzan a dar al tema la necesaria sugerencia….el diálogo redundante…Traduce una manifiesta desproporción entre la excelente intención de realizador y argumentistas y el exiguo interés y atractivo.”